# 紐瓦克 (紐約州)
紐瓦克（英語：Newark）是位於美國紐約州韋恩縣的村。

## 人口
根據2020年美國人口普查的數據，紐瓦克的面積為14.05平方千米，當中陸地面積為14.04平方千米，而水域面積為0.01平方千米。當地共有人口9017人，而人口密度為每平方千米642人。